# Píšť (Pelhřimovi járás)
Píšť település Csehországban, a Pelhřimovi járásban. Píšť Vojslavice, Snět, Blažejovice, Dunice, Děkanovice és Ježov településekkel határos. Lakosainak száma 77 fő (2024. január 1.).

## Népesség
A település lakosságának változását az alábbi diagram mutatja:
| Lakosok száma | 339  | 372  | 371  | 265  | 155  | 90   | 78   | 76   | 87   | 77   |
|               | 1869 | 1890 | 1921 | 1950 | 1980 | 2001 | 2017 | 2019 | 2022 | 2024 |